# توم بويتراس
توم بويتراس (بالإنجليزية: Tom Poitras)‏ هو لاعب كرة قدم أمريكي في مركز الوسط، ولد في 21 سبتمبر 1968 في الولايات المتحدة. لعب مع Connecticut Wolves ‏.